# Estadio Dr. Petrus Molemela
El Estadio Dr. Petrus Molemela es un estadio de uso múltiple que actualmente es utilizado principalmente para el fútbol ubicado en la ciudad de Bloemfontein en Sudáfrica.

## Historia
El estadio fue construido en 1982 con el nombre Estadio Seisa Ramabodu con un costo de 60 millones de rands. Es sede del equipo local Bloemfontein Celtic.
En 2008 el estadio tuvo su primera remodelación que tuvo con el fin de ser usado como una sede de reserva para el mundial de Sudáfrica 2010 cumpliendo con las reglas de la FIFA, pero al final fue una de las sedes de entrenamiento de uno de los 32 seleccionados participantes. En el proceso fue utilizado por Lesoto como sede para sus partidos de local en la Clasificación de CAF para la Copa Mundial de Fútbol de 2010, aunque perdió los tres partidos que jugó ahí.
En 2015 tuvo su primera ampliación al aumentar la capacidad del estadio de 18000 a 22000, y cambió de nombre por el que tiene actualmente.